# Ommatius dignus
Ommatius dignus là một loài ruồi trong họ Asilidae. Ommatius dignus được Scarbrough miêu tả năm 2000.